# Combat d'amour en songe
Pour plus de détails, voir Fiche technique et Distribution.
Combat d'amour en songe est un film franco-luso-chilien réalisé par Raoul Ruiz et sorti en 2000.

## Synopsis
Un film, dont le programme est de lister plusieurs histoires de toute nature, est présenté à une assemblée comprenant l'équipe d'un tournage sur le prestigieux site de Sintra (près de Lisbonne). 
De ces histoires, d'abord limitées à leurs bandes annonces, se greffent nombre d'autres histoires. 
De ce méli-mélo gigogne fantômes, héros, religieuses, morts, philosophes, pirates, femmes désirantes, etc. vont venir s'exprimer au présent, tant le passé peut paraître à certains égards éternel.

## Fiche technique
- Titre : Combat d'amour en songe
- Réalisation :  Raoul Ruiz
- Scénario : Raoul Ruiz
- Photographie : Acácio de Almeida
- Décors : Isabel Branco
- Son : Pierre-Yves Lavoué et Georges-Henri Mauchant
- Musique : Jorge Arriagada
- Montage : Valeria Sarmiento
- Producteur : Paulo Branco
- Production : Gémini Films - Madragoa Filmes
- Pays :  France -  Portugal -  Chili
- Genre : drame
- Durée : 122 minutes
- Date de sortie : France - 22 novembre 2000

## Distribution
- Melvil Poupaud : Paul / fils de Mariani / Loup / le père jeune
- Elsa Zylberstein : Lucrezia / Jessica / la sultane
- Lambert Wilson  : Sebatol / un pirate
- Christian Vadim : David / un pirate
- Diogo Dória  : Mariani / le père de Paul
- Rogério Samora : Baniel / un pirate
- Marie-France Pisier : l'inconnue
- Pedro Hestnes : Marc
- Paula Pais : Arianne
- Rita Durão : une paysanne
- Isabel Ruth